# Davis Cup 2013
2013 wurde der Davis Cup zum 102. Mal ausgetragen. Insgesamt nahmen 130 Nationen teil, 16 Mannschaften spielten in der Weltgruppe um den Titel.
In der Erstrundenpartie zwischen den Mannschaften der Schweiz und Tschechiens kam es am Samstag, den 2. Februar 2013, im Doppel zwischen Stanislas Wawrinka / Marco Chiudinelli und Tomáš Berdych / Lukáš Rosol zu einer historischen Begegnung. Als das tschechische Doppel den insgesamt 12. Matchball zum 6:4, 5:7, 6:4, 6:73, 24:22 verwandelt hatte, waren insgesamt 7 Stunden und 2 Minuten gespielt. Damit ging das Spiel als das längste Davis-Cup-Match und das zweitlängste Match überhaupt nach dem historischen Match zwischen John Isner und Nicolas Mahut 2010 in Wimbledon in die Tennisgeschichte ein.
Tschechien gelang die erfolgreiche Titelverteidigung. Im Endspiel besiegte man Serbien mit 3:2. Zwar unterlagen sowohl Tomáš Berdych als auch Radek Štěpánek in ihren Einzeln Novak Đoković, mit ihren jeweiligen Siegen gegen Dušan Lajović und dem gemeinsamen Erfolg über Nenad Zimonjić und Ilija Bozoljac sicherten sie ihrer Mannschaft den insgesamt dritten Titelgewinn im Davis Cup.

## Teilnehmer

### Weltgruppe
| - Argentinien - Deutschland - Frankreich - Italien | - Israel - Kanada - Kasachstan - Kroatien | - Österreich - Brasilien - Belgien - Schweiz | - Serbien - Spanien - Tschechische Republik - USA |

### Kontinentalgruppe I

#### Amerikazone
| - Uruguay - Chile | - Ecuador - Kolumbien | - Dominikanische Republik |  |

#### Europa-/Afrikazone
| - Schweden - Russland - Ukraine | - Dänemark - Niederlande - Polen | - Rumänien - Slowakei - Slowenien | - Südafrika - Großbritannien |

#### Ozeanien-/Asienzone
| - Australien - Usbekistan | - Indien - Indonesien | - Südkorea - Chinese Taipei | - Volksrepublik China - Japan |

### Kontinentalgruppe II

#### Amerikazone
| - Guatemala - Barbados | - Venezuela - Mexiko | - El Salvador - Haiti | - Puerto Rico - Peru |

#### Europa-/Afrikazone
| - Benin - Finnland - Luxemburg - Ungarn | - Estland - Irland - Moldawien - Tunesien | - Bulgarien - Lettland - Monaco - Belarus | - Bosnien-Herzegowina - Litauen - Portugal - Zypern |

#### Ozeanien-/Asienzone
| - Philippinen - Thailand | - Pakistan - Libanon | - Kuwait - Neuseeland | - Sri Lanka - Syrien |

### Kontinentalgruppe III

#### Amerikazone
| - Bahamas - Costa Rica - Panama | - Kuba - Paraguay - Bermuda | - Jamaika - Bolivien - Honduras | - Amerikanische Jungferninseln - Trinidad und Tobago |

#### Europazone
| - Albanien - Griechenland - Mazedonien - Türkei | - Andorra - Island - Montenegro | - Armenien - Liechtenstein - Norwegen | - Georgien - Malta - San Marino |

#### Afrikazone
| - Algerien - Ghana - Madagaskar - Ruanda | - Ägypten - Kamerun - Marokko - Sambia | - Botswana - Kenia - Namibia - Simbabwe | - Elfenbeinküste - Lesotho - Nigeria |

#### Ozeanien-/Asienzone
| - Hongkong - Oman | - Iran - Ozeanien | - Kambodscha - VAE | - Malaysia - Vietnam |

### Kontinentalgruppe IV

#### Ozeanien-/Asienzone
| - Bahrain - Jordanien - Saudi-Arabien | - Bangladesch - Katar - Singapur | - Irak - Kirgisistan - Turkmenistan | - Jemen - Myanmar |

## Das Turnier

### Weltgruppe
|  | 1. Runde 1.–3. Februar | 1. Runde 1.–3. Februar | 1. Runde 1.–3. Februar |                       |             | Viertelfinale 5.–7. April | Viertelfinale 5.–7. April | Viertelfinale 5.–7. April |  |  | Halbfinale 13.–15. September | Halbfinale 13.–15. September | Halbfinale 13.–15. September |  |  | Finale 15.–17. November | Finale 15.–17. November | Finale 15.–17. November |
|  |                        |                        |                        |                       |             |                           |                           |                           |  |  |                              |                              |                              |  |  |                         |                         |                         |
|  | Spanien                | Spanien                | 2                      |                       |             |                           |                           |                           |  |  |                              |                              |                              |  |  |                         |                         |                         |
|  | Kanada                 | Kanada                 | 3                      |                       |             |                           |                           |                           |  |  |                              |                              |                              |  |  |                         |                         |                         |
|  | Kanada                 | Kanada                 | 3                      | Kanada                | Kanada      | 3                         |                           |                           |  |  |                              |                              |                              |  |  |                         |                         |                         |
|  |                        |                        |                        | Kanada                | Kanada      | 3                         |                           |                           |  |  |                              |                              |                              |  |  |                         |                         |                         |
|  |                        |                        | Italien                | Italien               | 1           |                           |                           |                           |  |  |                              |                              |                              |  |  |                         |                         |                         |
|  | Italien                | Italien                | Italien                | Italien               | 1           | 3                         |                           |                           |  |  |                              |                              |                              |  |  |                         |                         |                         |
|  | Italien                | Italien                |                        |                       |             | 3                         |                           |                           |  |  |                              |                              |                              |  |  |                         |                         |                         |
|  | Kroatien               | Kroatien               | 2                      |                       |             |                           |                           |                           |  |  |                              |                              |                              |  |  |                         |                         |                         |
|  | Kroatien               | Kroatien               | 2                      | Kanada                | Kanada      | 2                         |                           |                           |  |  |                              |                              |                              |  |  |                         |                         |                         |
|  |                        |                        |                        | Kanada                | Kanada      | 2                         |                           |                           |  |  |                              |                              |                              |  |  |                         |                         |                         |
|  |                        | Serbien                | Serbien                | 3                     |             |                           |                           |                           |  |  |                              |                              |                              |  |  |                         |                         |                         |
|  | Belgien                | Serbien                | Serbien                | 3                     | Belgien     | 2                         |                           |                           |  |  |                              |                              |                              |  |  |                         |                         |                         |
|  | Belgien                |                        |                        |                       | Belgien     | 2                         |                           |                           |  |  |                              |                              |                              |  |  |                         |                         |                         |
|  | Serbien                | Serbien                | 3                      |                       |             |                           |                           |                           |  |  |                              |                              |                              |  |  |                         |                         |                         |
|  | Serbien                | Serbien                | 3                      | Serbien               | Serbien     | 3                         |                           |                           |  |  |                              |                              |                              |  |  |                         |                         |                         |
|  |                        |                        |                        | Serbien               | Serbien     | 3                         |                           |                           |  |  |                              |                              |                              |  |  |                         |                         |                         |
|  |                        |                        | Vereinigte Staaten     | USA                   | 1           |                           |                           |                           |  |  |                              |                              |                              |  |  |                         |                         |                         |
|  | Vereinigte Staaten     | USA                    | Vereinigte Staaten     | USA                   | 1           | 3                         |                           |                           |  |  |                              |                              |                              |  |  |                         |                         |                         |
|  | Vereinigte Staaten     | USA                    |                        |                       |             |                           |                           |                           |  |  |                              |                              |                              |  |  |                         |                         |                         |
|  | Brasilien              | Brasilien              | 2                      |                       |             |                           |                           |                           |  |  |                              |                              |                              |  |  |                         |                         |                         |
|  | Brasilien              | Brasilien              | 2                      | Serbien               | Serbien     | 2                         |                           |                           |  |  |                              |                              |                              |  |  |                         |                         |                         |
|  |                        |                        |                        |                       |             |                           |                           |                           |  |  |                              |                              |                              |  |  |                         |                         |                         |
|  |                        | Tschechien             | Tschechische Republik  | 3                     |             |                           |                           |                           |  |  |                              |                              |                              |  |  |                         |                         |                         |
|  | Frankreich             | Tschechien             | Tschechische Republik  | 3                     | Frankreich  | 5                         |                           |                           |  |  |                              |                              |                              |  |  |                         |                         |                         |
|  | Frankreich             |                        |                        |                       | Frankreich  | 5                         |                           |                           |  |  |                              |                              |                              |  |  |                         |                         |                         |
|  | Israel                 | Israel                 | 0                      |                       |             |                           |                           |                           |  |  |                              |                              |                              |  |  |                         |                         |                         |
|  | Israel                 | Israel                 | 0                      | Frankreich            | Frankreich  | 2                         |                           |                           |  |  |                              |                              |                              |  |  |                         |                         |                         |
|  |                        |                        |                        | Frankreich            | Frankreich  | 2                         |                           |                           |  |  |                              |                              |                              |  |  |                         |                         |                         |
|  |                        |                        | Argentinien            | Argentinien           | 3           |                           |                           |                           |  |  |                              |                              |                              |  |  |                         |                         |                         |
|  | Argentinien            | Argentinien            | Argentinien            | Argentinien           | 3           | 5                         |                           |                           |  |  |                              |                              |                              |  |  |                         |                         |                         |
|  | Argentinien            | Argentinien            |                        |                       |             | 5                         |                           |                           |  |  |                              |                              |                              |  |  |                         |                         |                         |
|  | Deutschland            | Deutschland            | 0                      |                       |             |                           |                           |                           |  |  |                              |                              |                              |  |  |                         |                         |                         |
|  | Deutschland            | Deutschland            | 0                      | Argentinien           | Argentinien | 2                         |                           |                           |  |  |                              |                              |                              |  |  |                         |                         |                         |
|  |                        |                        |                        | Argentinien           | Argentinien | 2                         |                           |                           |  |  |                              |                              |                              |  |  |                         |                         |                         |
|  |                        | Tschechien             | Tschechische Republik  | 3                     |             |                           |                           |                           |  |  |                              |                              |                              |  |  |                         |                         |                         |
|  | Kasachstan             | Tschechien             | Tschechische Republik  | 3                     | Kasachstan  | 3                         |                           |                           |  |  |                              |                              |                              |  |  |                         |                         |                         |
|  | Kasachstan             |                        |                        |                       |             |                           |                           |                           |  |  |                              |                              |                              |  |  |                         |                         |                         |
|  | Osterreich             | Österreich             | 1                      |                       |             |                           |                           |                           |  |  |                              |                              |                              |  |  |                         |                         |                         |
|  | Osterreich             | Österreich             | 1                      | Kasachstan            | Kasachstan  | 1                         |                           |                           |  |  |                              |                              |                              |  |  |                         |                         |                         |
|  |                        |                        |                        | Kasachstan            | Kasachstan  | 1                         |                           |                           |  |  |                              |                              |                              |  |  |                         |                         |                         |
|  |                        |                        | Tschechien             | Tschechische Republik | 3           |                           |                           |                           |  |  |                              |                              |                              |  |  |                         |                         |                         |
|  | Schweiz                | Schweiz                | Tschechien             | Tschechische Republik | 3           | 2                         |                           |                           |  |  |                              |                              |                              |  |  |                         |                         |                         |
|  | Schweiz                | Schweiz                |                        |                       |             |                           |                           |                           |  |  |                              |                              |                              |  |  |                         |                         |                         |
|  | Tschechien             | Tschechische Republik  | 3                      |                       |             |                           |                           |                           |  |  |                              |                              |                              |  |  |                         |                         |                         |

#### Achtelfinale
| Datum         | Heimmannschaft     | Ergebnis | Gastmannschaft | Ort          |
| ------------- | ------------------ | -------- | -------------- | ------------ |
| 1.–3. Februar | Kanada             | 3:2      | Spanien        | Vancouver    |
| 1.–3. Februar | Italien            | 3:2      | Kroatien       | Turin        |
| 1.–3. Februar | Belgien            | 2:3      | Serbien        | Charleroi    |
| 1.–3. Februar | Vereinigte Staaten | 3:2      | Brasilien      | Jacksonville |
| 1.–3. Februar | Frankreich         | 5:0      | Israel         | Rouen        |
| 1.–3. Februar | Argentinien        | 5:0      | Deutschland    | Buenos Aires |
| 1.–3. Februar | Kasachstan         | 3:1      | Österreich     | Astana       |
| 1.–3. Februar | Schweiz            | 2:3      | Tschechien     | Genf         |

#### Viertelfinale
| Datum       | Heimmannschaft     | Ergebnis | Gastmannschaft | Ort          |
| ----------- | ------------------ | -------- | -------------- | ------------ |
| 5.–7. April | Kanada             | 3:1      | Italien        | Vancouver    |
| 5.–7. April | Argentinien        | 3:2      | Frankreich     | Buenos Aires |
| 5.–7. April | Kasachstan         | 1:3      | Tschechien     | Astana       |
| 5.–7. April | Vereinigte Staaten | 1:3      | Serbien        | Boise        |

#### Halbfinale
| Datum             | Heimmannschaft | Ergebnis | Gastmannschaft | Ort     |
| ----------------- | -------------- | -------- | -------------- | ------- |
| 13.–15. September | Serbien        | 3:2      | Kanada         | Belgrad |
| 13.–15. September | Tschechien     | 3:2      | Argentinien    | Prag    |

#### Finale
| Serbien                                                                                 | Finale | Tschechien                                                                       |
| --------------------------------------------------------------------------------------- | --- | -------------------------------------------------------------------------------- |
| Team Novak Đoković Dušan Lajović Nenad Zimonjić Ilija Bozoljac Kapitän Bogdan Obradović | Datum: 15. bis 17. November 2013 Ort: Belgrad-Arena, Belgrad (Serbien) Belag: Hartplatz (Halle) Ball Typ: Dunlop Fort Clay Court \| Freitag, 15. November 2013 \| \| \| \| Novak Đoković \| 7:5, 6:1, 6:4 \| Radek Štěpánek \| \| Dušan Lajović \| 3:6, 4:6, 3:6 \| Tomáš Berdych \| \| Samstag, 16. November 2013 \| \| \| \| Nenad Zimonjić Ilija Bozoljac \| 2:6, 4:6, 6:74 \| Tomáš Berdych Radek Štěpánek \| \| Sonntag, 17. November 2013 \| \| \| \| Novak Đoković \| 6:4, 7:65, 6:2 \| Tomáš Berdych \| \| Dušan Lajović \| 3:6, 1:6, 1:6 \| Radek Štěpánek \| Resultat: 2:3 | Team Tomáš Berdych Radek Štěpánek Lukáš Rosol Jan Hájek Kapitän Vladimír Šafařík |
| Freitag, 15. November 2013                                                              | |                                                                                  |
| Novak Đoković                                                                           | 7:5, 6:1, 6:4 | Radek Štěpánek                                                                   |
| Dušan Lajović                                                                           | 3:6, 4:6, 3:6 | Tomáš Berdych                                                                    |
| Samstag, 16. November 2013                                                              | |                                                                                  |
| Nenad Zimonjić Ilija Bozoljac                                                           | 2:6, 4:6, 6:74 | Tomáš Berdych Radek Štěpánek                                                     |
| Sonntag, 17. November 2013                                                              | |                                                                                  |
| Novak Đoković                                                                           | 6:4, 7:65, 6:2 | Tomáš Berdych                                                                    |
| Dušan Lajović                                                                           | 3:6, 1:6, 1:6 | Radek Štěpánek                                                                   |

### Kontinentalgruppe I

#### Amerikazone

##### Erste Runde
| Datum         | Heimmannschaft | Ergebnis | Gastmannschaft          | Spielort   |
| ------------- | -------------- | -------- | ----------------------- | ---------- |
| 1.–3. Februar | Uruguay        | 3:1      | Dominikanische Republik | Montevideo |

- Kolumbien, Ecuador und Chile kamen per Freilos in die nächste Runde

##### Zweite Runde
| Datum       | Heimmannschaft | Ergebnis | Gastmannschaft | Spielort |
| ----------- | -------------- | -------- | -------------- | -------- |
| 5.–7. April | Kolumbien      | 5:0      | Uruguay        | Cúcuta   |
| 5.–7. April | Ecuador        | 3:2      | Chile          | Manta    |

- Kolumbien und Ecuador qualifizierten sich für die Relegation zur Weltgruppe

#### Europa-/Afrikazone

##### Erste Runde
| Datum         | Heimmannschaft | Ergebnis | Gastmannschaft | Spielort     |
| ------------- | -------------- | -------- | -------------- | ------------ |
| 1.–3. Februar | Polen          | 3:2      | Slowenien      | Breslau      |
| 1.–3. Februar | Ukraine        | 3:2      | Slowakei       | Krementschuk |
| 1.–3. Februar | Rumänien       | 5:0      | Dänemark       | Cluj-Napoca  |

- Russland, Großbritannien, Schweden, Südafrika und die Niederlande kamen jeweils per Freilos in die nächste Runde

##### Zweite Runde
| Datum       | Heimmannschaft | Ergebnis | Gastmannschaft | Spielort       |
| ----------- | -------------- | -------- | -------------- | -------------- |
| 5.–7. April | Großbritannien | 3:2      | Russland       | Coventry       |
| 5.–7. April | Polen          | 3:1      | Südafrika      | Zielona Góra   |
| 5.–7. April | Rumänien       | 0:5      | Niederlande    | Brașov         |
| 5.–7. April | Ukraine        | 3:2      | Schweden       | Dnipropetrowsk |

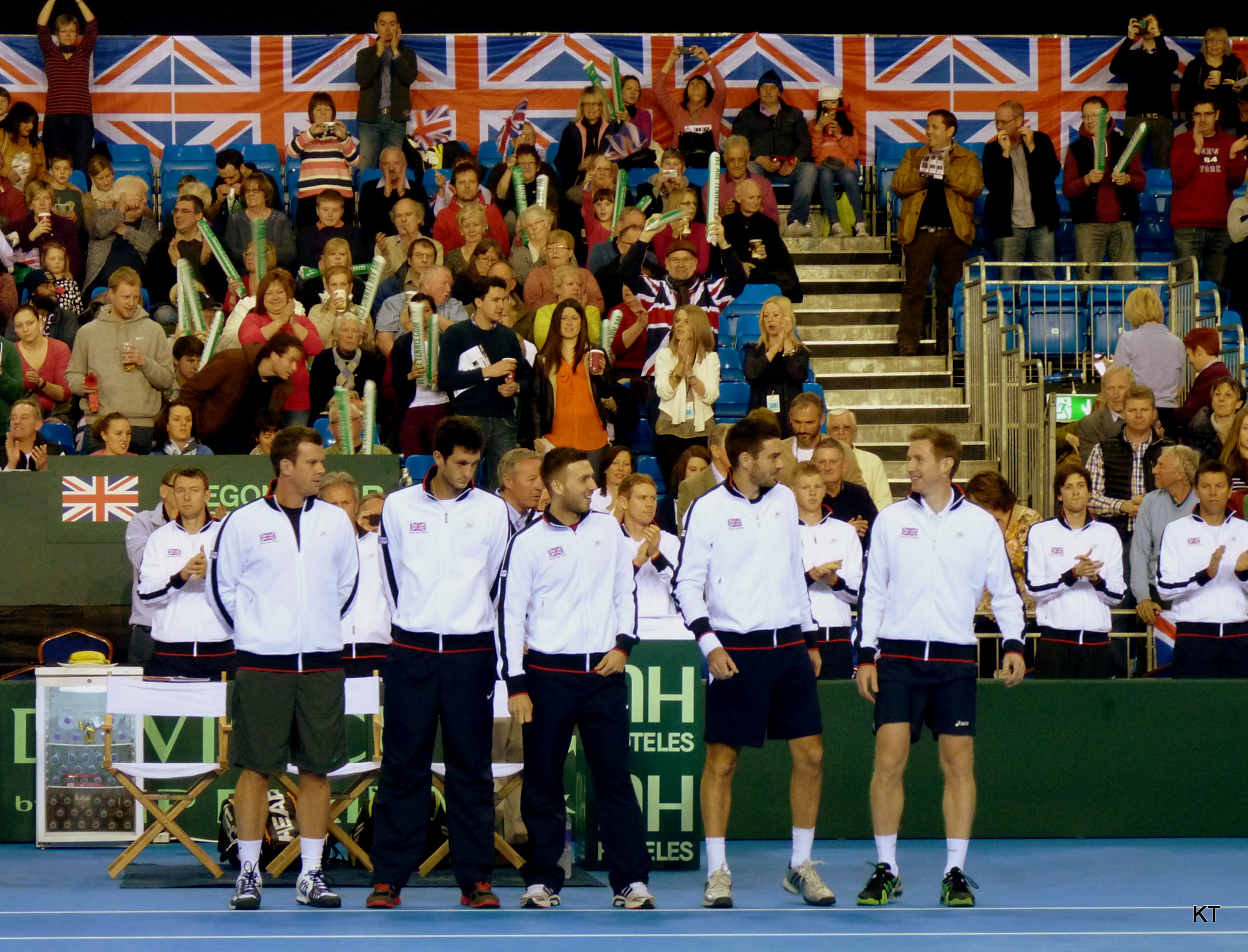
Team UK in der Begegnung mit Russland

- Polen, die Ukraine, die Niederlande und Großbritannien qualifizierten sich für die Relegation zur Weltgruppe

#### Ozeanien-/Asienzone

##### Erste Runde
| Datum         | Heimmannschaft    | Ergebnis | Gastmannschaft      | Spielort  |
| ------------- | ----------------- | -------- | ------------------- | --------- |
| 1.–3. Februar | Chinesisch Taipeh | 0:5      | Australien          | Kaohsiung |
| 1.–3. Februar | Usbekistan        | 4:1      | Volksrepublik China | Namangan  |
| 1.–3. Februar | Indien            | 1:4      | Südkorea            | Neu-Delhi |
| 1.–3. Februar | Japan             | 5:0      | Indonesien          | Tokio     |

##### Zweite Runde
| Datum       | Heimmannschaft | Ergebnis | Gastmannschaft | Spielort |
| ----------- | -------------- | -------- | -------------- | -------- |
| 5.–7. April | Usbekistan     | 1:3      | Australien     | Namangan |
| 5.–7. April | Japan          | 3:2      | Südkorea       | Tokio    |

- Australien und Japan qualifizierten sich für die Relegation zur Weltgruppe

### Weltgruppen-Relegation
| Datum             | Heimmannschaft | Ergebnis | Gastmannschaft         | Ort          |
| ----------------- | -------------- | -------- | ---------------------- | ------------ |
| 13.–15. September | Spanien        | 5:0      | Ukraine                | Madrid       |
| 13.–15. September | Niederlande    | 5:0      | Österreich             | Groningen    |
| 13.–15. September | Kroatien       | 1:4      | Vereinigtes Königreich | Umag         |
| 13.–15. September | Schweiz        | 4:1      | Ecuador                | Neuenburg NE |
| 13.–15. September | Deutschland    | 4:1      | Brasilien              | Ulm          |
| 13.–15. September | Polen          | 1:4      | Australien             | Warschau     |
| 13.–15. September | Belgien        | 3:2      | Israel                 | Antwerpen    |
| 13.–15. September | Japan          | 3:2      | Kolumbien              | Tokio        |

- Aufsteiger in die Weltgruppe waren Japan (aus Ozeanien/Asien), Australien (aus Ozeanien/Asien), die Niederlande (aus Europa/Afrika) und das Vereinigte Königreich (aus Europa/Afrika)
- Absteiger aus der Weltgruppe waren Brasilien (nach Amerika), Israel (nach Europa/Afrika), Kroatien (nach Europa/Afrika) und Österreich (nach Europa/Afrika)